# Hästholmi
Hästholmi är en ö i Finland. Den ligger i Finska viken och i kommunen Vederlax i den ekonomiska regionen  Kotka-Fredrikshamn i landskapet Kymmenedalen, i den södra delen av landet. Ön ligger omkring 31 kilometer öster om Kotka och omkring 140 kilometer öster om Helsingfors.
Öns area är 1,6 hektar och dess största längd är 150 meter i öst-västlig riktning. Närmaste större samhälle är Virojoki, 16,9 km nordost om Hästholmi.